# Child is father of the man
«Child is father of the man» es una canción escrita por Brian Wilson y Van Dyke Parks. Originalmente grabada por la banda de rock estadounidense The Beach Boys, sería incluida en su álbum SMiLE. Debido al abandono del proyecto, la naturaleza pretendida de la pieza es desconocida. El resultado es una pieza casi instrumental con las palabras «child» y «father of the man». El biógrafo Jon Stebbins describe la pista como «un aura melancólica y expansiva, con una línea armónica quejumbrosa, no muy diferente a lo que se escucha en las bandas sonoras de spaghetti western de Ennio Morricone».
En 2004, Wilson completó la canción para su álbum solista Brian Wilson Presents Smile. Esta versión regrabada incorporó un conjunto adicional de letras escritas por Parks. En 2011, la versión de los Beach Boys fue editada por primera vez como parte de The Smile Sessions.

## Composición
"Child is father of the man" es un modismo que se originó a partir del poema "My Heart Leaps Up" de William Wordsworth. En una entrevista de 1966, Brian Wilson lo atribuyó erróneamente a Karl Menninger, y agregó que el dicho lo había fascinado. Existen muchas interpretaciones diferentes de la frase, la más popular es que el hombre que es el producto de hábitos y comportamiento desarrollado durante la juventud. Según el colaborador Van Dyke Parks, él influenció el modismo a Wilson.

Brian tenía un ferviente deseo de reinventarse como individuo, no como un niño, y eso es lo que pasó, creo. Cuando lo conocí, él ya había hecho "When I Grow Up (To Be A Man)"; ya había planteado las preguntas acerca de ser un hombre, y cuando me encontré con él, esa crisis se agudizo. Yo sabía que era psicológicamente complejo ... La única manera de que pudiera ayudar con algo de esto, fuera lo que fuese lo que él estaba pasando, era referirlo a ese poema de Hawthorne [sic] del cual viene la frase "Child is father of the man" [en español: "el niño es el padre del hombre"]. Lo usó como parte de una pregunta de SMiLE, como una letra.

## Grabación
Varias secciones de la canción fueron grabadas, pero aparte de una demo de piano con el grupo, solo una variación de la pista de respaldo del coro fue doblada con voces cantadas en elaboradas rondas musicales. De acuerdo con el compilador de The Smile Sessions, Mark Linett, «cuando no está cantando, se puede oír las partes vocales de fondo que ya no existen en la pista multipista, deben haber estado en sus auriculares y fueron capturados por el micrófono vocal. Podría ser que Brian decidió que no los necesitaba, o que iba a volver a grabarlas, pero nunca lo hizo. Escuchas este tipo de cosas a lo largo de las cintas». La canción se trabajó entre octubre y diciembre de 1966. Después de una nueva sesión en abril de 1967, la canción fue abandonada para siempre por el grupo.
Décadas más tarde, tanto en The Smile Sessions como en Brian Wilson Presents Smile, la canción fue incluida como la tercera pista del segundo movimiento. "Child Is Father of the Man" precede a "Surf's Up" y sigue "Look (song for children)". En The Smile Sessions, algunas voces de "Surf's Up" fueron insertadas digitalmente en la pista instrumental. Cuando Brian Wilson regrabó SMiLE en 2004, añadió nuevas letras escritas por Parks:

Easy, my child
It's just enough to believe
Out of the wild
into what you can conceive
You'll achieve.

## Legado
El coro de la canción fue reescrito y se volvió a grabar como coro para la canción «Little Bird», que fue editada como lado B del sencillo «Friends», ambas canciones del álbum de estudio Friends de 1968. En 1971 el grupo hizo una regrabación de la canción «Surf’s Up» (también de SMiLE), como canción clausura del álbum del mismo nombre, al final de la canción aparece un fragmento de «Child is father of the man».